# ディアーガン
ディアーガンとは、アメリカ合衆国中央情報局（CIA）によって開発されたFP-45の後継作となる拳銃である。単発式のディアーガンには、ベトナム民主共和国兵士に対抗するベトナム共和国のゲリラへ供給する兵器としての意図があった。

## 設計
ディアーガンはアルミニウムの鋳造品に機関部を設けて作られた。機関部は、この兵器の頂部にシリンダーを成形して作られている。撃針・コッキングノブは機関部後方から突き出ており、射撃するには引き出してコックした。またプラスチック製のクリップが暴発防止のために設けられていたが、ディアーガン自体は他に機械的な安全装置を装備していない。中空のグリップにはチェッカー模様が浮き彫りになっており、ここに3発の9x19mmパラベラム弾を収容するほか、銃身から使用済みの薬莢または未使用の弾薬を抜き取るためのロッドも付属していた。本銃が敵手に落ちた際の追跡捜査を妨げる目的から、ディアーガンには生産工場や使用者を特定できるようなマーキングは何も無く、全ての銃がマークの無いポリスチレン製の箱に3発の9mm弾とともに収められ、銃の操作説明書にはイラストが一通り描かれていた。照準用として頂部に溝が刻まれていた。装填と空薬莢除去・抜弾のため、銃身はネジ込み式になっていた。撃発可能にするにはコッキングノブをコック完了まで引き出す。アルミニウム製のトリガーにはトリガーガードがついていない。

## 運用
ディアーガンを装填するには銃身をねじ外し、後端の薬室に9mm弾を込めた。撃針を引き出してコックし、小型のプラスチック製クリップを撃針を取り巻くように取り付けることで、撃針の前進を妨げ、暴発を防止した。それから装填済みの銃身が再び機関部にねじ込まれた。プラスチック製クリップを除去して銃身の上部に付けると照準装置になり、トリガーを引くことで撃針が前進し、銃が発射される。この時点でもし機会があれば、銃の使用者は犠牲者から装備品を奪い、それから逃走する。この後、使用者は銃身をねじ外し、銃口からロッドを突き入れて空薬莢を抜き出して銃を再装填し、所定の手順に従う。

## 経歴
1964年、1回の量産実行によって1,000丁のディアーガンが生産された。最終的な費用は1丁あたり3.95ドルと計画された。ベトナム戦争は小さな内密の戦争になるよりもむしろ全面戦争にまで移行したため、ディアーガンは予期されたような役には立たなくなった。幾つかの個体はベトナムで評価を受けたが、残余の運命は知られていない。多くの資料では全てが破壊されたとしている。